# Verfassung des Ersten Französischen Kaiserreiches

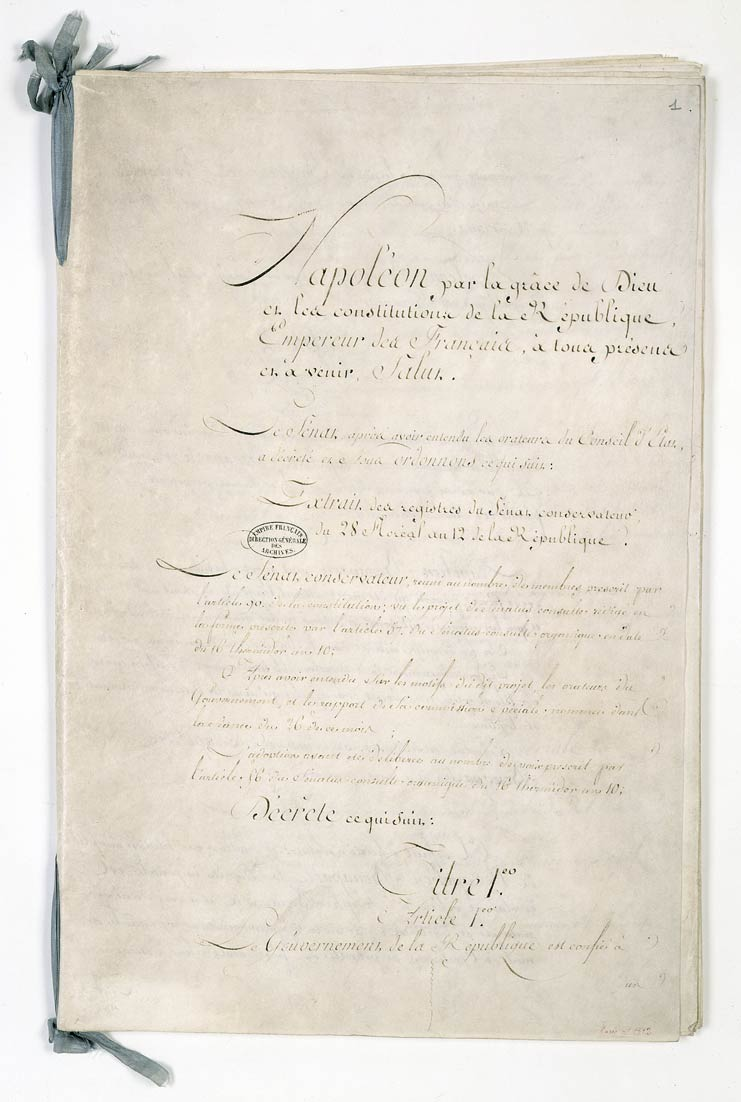
Verfassung des Ersten Französischen Kaiserreiches

Die Verfassung des Ersten Französischen Kaiserreiches vom 18. Mai 1804 (frz. offiziell: Sénatus-consulte organique du 28 floréal an XII) bestimmte Napoleon Bonaparte zum Kaiser der Franzosen. Sie wurde am 4. Juni 1814 durch die Charte constitutionnelle abgelöst, welche das Königtum wieder einführte.

## Geschichte
Die Verfassung des Kaiserreiches knüpfte eng an die des Konsulats an. Sie wurde durch den Verfassungsrat (Sénat conservateur) nach Aufforderung durch Napoleon, der Erster Konsul auf Lebenszeit war, ausgearbeitet. Sie wurde am 6. November 1804 durch eine Volksabstimmung bestätigt.
Der aus 142 Artikeln bestehende Text errichtete in Frankreich das Erste Kaiserreich (Premier Empire). Die ersten beiden Artikel bestimmen, dass Frankreich von einem Kaiser ('Empereur") regiert wird und dass Napoleon Bonaparte dieser Kaiser ist.
Die Artikel 3 bis 8 regeln, dass bei Napoleons Tod die Kaiserwürde auf seine männlichen Nachkommen übergeht. Die Artikel 9 bis 16 erheben die Mitglieder der kaiserlichen Familie in den Fürstenstand, bestimmen aber auch, dass diese nicht ohne Zustimmung des Kaisers heiraten dürfen.
Durch die Einführung von sechs Erzämtern (Grandes Dignités) und weiteren hochrangigen Positionen (Grands Officiers) stellte die Verfassung teilweise auch Adelsprivilegien wieder her.
Es wurden zwei neue Senatskommissionen errichtet, die willkürliche Verhaftungen und den Missbrauch von Zensurmaßnahmen untersuchen sollten. In der Verfassungspraxis äußerten diese Kommissionen lediglich Ratschläge, legten aber keine Sanktionen fest.
Während der Senat eine Art Herrenhaus bildete, bildete das corps legislatif die gesetzgebende Körperschaft. Die Mitglieder des corps legislatif bekamen in eingeschränktem Maß das Rederecht eingeräumt. Beide Kammern tagten hinter verschlossenen Türen. Ihre Bedeutung blieb gering, da die meisten Regelungen durch Senatskonsulte oder Dekrete des Kaisers entschieden wurden. Bis 1807 blieb auch das Tribunat bestehen.  Das Tribunat wurde in drei Sektionen für Justiz, Administration und Finanzen aufgeteilt. 
Die Verfassung des Ersten Französischen Kaiserreiches wurde nach der Abdankung Napoleons durch die von König Ludwig XVIII. am 4. Juni 1814 erlassene Charte constitutionnelle abgelöst. Die Charte constitutionnelle galt bis zur Julirevolution von 1830, mit Ausnahme des kurzen Zwischenspiels der napoleonischen hundert Tage, wo Napoleon die Verfassung des Ersten Französischen Kaiserreiches durch den Acte additionnel aux constitutions de l’Empire de 1815 ergänzte. Federführend war dabei Benjamin Constant. 
Gegenüber der Charte constitutionnelle des geflüchteten Königs von 1814 war der Entwurf in einigen Punkten freiheitlicher. So war der zur Wahlbeteiligung nötige Zensus niedriger, außerdem war die parlamentarische Verantwortlichkeit der Minister vorgesehen.